# Stanisław Stachacz
Stanisław Stachacz (ur. 8 listopada 1909 w Szydłowie, zm. 1997) – polski kolejarz, związkowiec, działacz partyjny i polityk. 
Z zawodu maszynista kolejowy. Działacz związkowy, w okresie okupacji posługujący się ps. „Wiktor”. Pełnił funkcję przewodniczącego Związku Zawodowego Kolejarzy (1950–1955), następnie posła na Sejm PRL I kadencji (1952–1956), sekretarza CRZZ (1956) oraz przewodniczącego Centralnej Komisji Kontroli Partyjnej PZPR (1958–1964).

## Odznaczenia
- Order Sztandaru Pracy I klasy (1964)[1]